# Митюк Ганна Олександрівна
Ганна Олександрівна Митюк (Красноход) (нар. 22 грудня 1969 р., с. Рибинці, Чемеровецький район, Хмельницька область) — українська поетеса.

## Біографія
Народилася 22 грудня 1969 року в селі Рибинці Чемеровецького району, Хмельницької області. Закінчила Хмельницьке педагогічне училище та Національний педагогічний університет ім. М. П. Драгоманова. Нині працює вчителем початкових класів НВК «загальноосвітня школа І-ІІ ступенів та ліцей» м. Нетішин. Секретар літературного об'єднання «Натхнення», що діє при КЗ «Публічна бібліотека Нетішинської міської територіальної громади».
Лірика поетеси спрямована на творення добра, її творчий пошук базується навколо високої теми Любові, традиційної у своїх вимірах: до коханої людини, до дітей, батьків, Батьківщини.
Перші поетичні твори шліфувались в Хмельницькому обласному літературному об'єднанні «Подільські джерела». Вірші поетеси знанні на теренах районної та обласної преси, місцевих виданнях «Нетішинський вісник», «Перспектива». Неодноразово друкувалась у «Смолоскипі», всеукраїнській газеті «Гарний настрій».
Друкувалась у колективних збірниках: «Обереги рідної землі» (2007); «Нетішинських талантів дивоцвіт» (2007, 2008); «Енциклопедія сучасної літератури» (2016); «Музичний керівник» (2016) «Крила»(2017); «Німчич» (2019); «Слово Єднає» (2020), та ін.
Проживає у місті Нетішині, Хмельницької області.

## Книги
- «Мить натхнення» (1999)
- «Математика у лісовій школі» (2004)
- «Струни душі» (2008)
- «На долоні світу» (2017)